# اوکرسوتس‌بنک
اوکرسوتس‌بنک (انگلیسی: Ukrsotsbank) شرکت خدمات مالی و بانکداری اوکراینی است، که در سال ۱۹۹۷ تأسیس شد.